# ايريكا ريفاس
ايريكا ريفاس (بالإسبانية: Érica Rivas)‏ هي ممثلة أرجنتينية، ولدت في 1 ديسمبر 1974 براموس ميخيا في الأرجنتين.

## وصلات خارجية
- ايريكا ريفاس على موقع IMDb (الإنجليزية)
- ايريكا ريفاس على موقع قاعدة بيانات الأفلام العربية
- ايريكا ريفاس على موقع ألو سيني (الفرنسية)
- ايريكا ريفاس على موقع أول موفي (الإنجليزية)
- ايريكا ريفاس على موقع قاعدة بيانات الأفلام السويدية (السويدية)
- ايريكا ريفاس على موقع قاعدة بيانات الفيلم (الإنجليزية)
- ايريكا ريفاس على موقع كينوبويسك (الروسية)